# Дубовая Корчма
Дубовая Корчма (укр. Дубова Корчма) — село в Городищенской сельской общине Луцкого района Волынской области Украины.
До 2020 года входило в Гороховский район.
Код КОАТУУ — 0720887803. Население по переписи 2001 года составляет 182 человека. Почтовый индекс — 45715. Телефонный код — 3379. Занимает площадь 6,32 км².